# Елховка (Бузулукский район)
Елхо́вка — село в Бузулукском районе Оренбургской области России. Административный центр муниципального образования Елховский сельсовет.

## География
Расположено в 13 км к северу от Бузулука и в 225 км к северо-западу от Оренбурга.
В 4,5 км к востоку от села проходит автодорога Бугульма — Бузулук — Уральск.

## Палеонтология
В районе Елховки в отложениях раннего триасового периода (верхнеиндский подъярус) обнаружен ископаемый образец темноспондильной амфибии Syrtosuchus.

## История
Основано во второй половине XVIII в. на ключе Елховка.

## Население
| 2003 | 2010 |
| ---- | ---- |
| 440  | ↘386 |

Национальный состав
По данным Всероссийской переписи населения 2010 года:
| № | Национальность | Численность, чел. | Доля |
| - | -------------- | ----------------- | ---- |
| 1 | русские        | 302               | 78 % |
| 2 | турки          | 68                | 18 % |
| 3 | другие         | 12                | 4 %  |

## Достопримечательности
Обелиск воинам-землякам, погибшим на фронтах ВОВ в 1941—1945 гг. (в центре села).

## Учреждения социальной сферы
- Елховская основная общеобразовательная школа
- Детский сад
- Сельский Дом культуры «Нива»
- Фельдшерско-акушерский пункт